# Causa justa
Causa justa (en inglés The Street Lawyer) es una novela del escritor John Grisham publicada en 1998.

## Argumento
La obra nos presenta el ambiente laboral en un bufete de abogados de los más importantes y consolidados de los Estados Unidos, con sede en Washington y sucursales en diferentes ciudades norteamericanas. El protagonista es un joven abogado, Michael Brock, con el único interés de ascender y convertirse en un hombre poderoso. Su obsesión por altos sueldos y ser socio de la compañía lo encierran en una burbuja laboral, descuidando su vida privada, desconectándose de su entorno social, y distanciándose de su familia y de su pareja.
El asalto violento de un indigente que interrumpe la armonía en el bufete, su interacción con el asaltante y el desenlace final, lo llevan a replantear su modo de vida, a reconsiderar su vocación como abogado y conocer un mundo del que estaba aislado. Descubre la función social que desde la abogacía estaba en capacidad de ejercer, renuncia y se vincula a un grupo comprometido socialmente, financiado por Fundación Cohen y liderado por Mordecai Green. 
Investiga las razones que motivaron la acción del asaltante en la compañía, determinando que un abogado sin escrúpulos superpone en forma fraudulenta los intereses particulares de un cliente de la compañía sobre los derechos derivados de un alquiler de vivienda entre particulares. Los afectados son arbitrariamente desalojados, configurándose tragedias individuales que en muchos casos concluyen con la muerte de inocentes. 
La búsqueda de pruebas que permitan demostrar en los Estrados Judiciales la arbitrariedad presentada en el desalojo y las consecuencias, hacen que se presente una confrontación entre la ética y la reserva de la información que suministra el cliente. El abogado transita por la posibilidad de sufrir una pena privativa de la libertad y la pérdida de su licencia profesional.
Debe enfrentarse asimismo a su núcleo familiar y social como a sus antiguos empleadores. El desarrollo del juicio en que se ve enfrentado con el bufete de abogados lleva a que se den las conciliaciones de las partes y a la reflexión del empleador a que su grupo de profesionales del Derecho participe parcialmente con la función social.